# Piwowar (czasopismo)
Piwowar – kwartalnik wydawany przez Polskie Stowarzyszenie Piwowarów Domowych (PSPD).

## Historia
Jeszcze zanim PSPD zostało oficjalnie zarejestrowane w Krajowym Rejestrze Sądowym, w czerwcu 2010 roku ukazał się numer zerowy czasopisma „Piwowar”. Nie posiadał on jeszcze numeru ISSN i nie był oficjalnie sprzedawany. Identyfikator ISSN kwartalnik otrzymał w połowie listopada 2010 r., a w grudniu tego roku ukazał się pierwszy oficjalny numer czasopisma. Pierwszym redaktorem naczelnym był Ziemowit Fałat. W 2018 roku „Piwowar” przeszedł gruntowną zmianę szaty graficznej, po raz pierwszy zaprezentowaną w numerze #28. 

## Tematyka
Piwowar jest jedynym w Polsce drukowanym magazynem poświęconym piwu i piwowarstwu. Porusza on tematykę piwowarstwa domowego i rzemieślniczego, jak również szerzej rozumiane zagadnienia związane z piwem, jego produkcją, kulturą degustacji i historią. Magazyn przedstawia relacje i wiadomości z bieżących wydarzeń piwowarskich w Polsce i na świecie, publikuje artykuły dotyczące teorii i praktyki warzenia piwa w domu i przybliża warsztat piwowara zarówno domowego, jak i zawodowego.

## Wydane numery
| Numer | Rok wydania | Piwo numeru                            | Autor/ka                             |
| ----- | ----------- | -------------------------------------- | ------------------------------------ |
| #01   | 2010/1      | weizenbock                             | Andrzej Sadownik                     |
| #02   | 2011/1      | koelsch                                |                                      |
| #03   | 2011/2      | witbier                                |                                      |
| #04   | 2011/3      | quadrupel                              |                                      |
| #05   | 2011/4      | barley wine                            | Tomasz Kopyra                        |
| #06   | 2012/1      | american india pale ale                | Krzysztof Kula, Szymon Kierszniowski |
| #07   | 2012/2      | hefe-weizen                            | Dorota Chrapek                       |
| #08   | 2012/3      | rauchbock                              | Ziemowit Fałat                       |
| #09   | 2012/4      | niemiecki alt                          | Marek Rendchen                       |
| #10   | 2013/1      | dunkelweizen                           | Łukasz Kojro                         |
| #11   | 2013/2      | bière de garde                         | Ziemowit Fałat                       |
| #12   | 2013/3      | gose                                   | Andrzej Sadownik                     |
| #13   | 2013/4      | old ale                                | Jarosław Zgoda                       |
| #14   | 2014/1      | lambic                                 | Krzysztof Zach                       |
| #15   | 2014/2      | belgian golden strong ale              | Dorota Chrapek                       |
| #16   | 2014/3      | pumpkin ale                            | Ziemowit Fałat                       |
| #17   | 2014/4      | koźlak                                 | Dorota Chrapek                       |
| #18   | 2015/1      | roggenbier                             | Dorota Chrapek                       |
| #19   | 2015/2      | belgian pale ale                       | Dorota Chrapek                       |
| #20   | 2015/3      | russian imperial stout                 | Dorota Chrapek                       |
| #21   | 2016/1      | tripel                                 | Dorota Chrapek                       |
| #22   | 2016/2      | bière de brut                          | Czesław Dziełak                      |
| #23   | 2016/3      | grodziskie                             | Dorota Chrapek                       |
| #24   | 2017/1      | porter                                 | Dorota Chrapek                       |
| #25   | 2017/2      | czerwone irlandzkie                    | Dorota Chrapek                       |
| #26   | 2018/1      | wee heavy                              | Dorota Chrapek                       |
| #27   | 2018/2      | lager wiedeński                        | Dorota Chrapek                       |
| #28   | 2018/3      | white india pale ale                   | Dorota Chrapek                       |
| #29   | 2019/1      | Wydanie specjalne - medalowe receptury |                                      |
| #30   | 2019/2      | doppelbock                             | Dorota Chrapek                       |
| #31   | 2019/3      | czeski pilsner                         | František Sýkora                     |
| #32   | 2020/1      | Wydanie specjalne - medalowe receptury |                                      |
| #33   | 2020/2      | flanders red ale                       | Paweł Poręba                         |
| #34   | 2020/3      | berliner weisse                        | Paweł Poręba                         |
| #35   | 2020/4      | eisbock                                | Paweł Poręba                         |
| #36   | 2021/1      | stout irlandzki                        | Paweł Poręba                         |
| #37   | 2021/2      | lichtenhainer                          | Paweł Poręba                         |
| #38   | 2021/3      | pils niemiecki                         | Paweł Poręba                         |
| #39   | 2021/4      | gueuze                                 | Paweł Poręba                         |
| #40   | 2022/1      | schwarzbier                            | Paweł Poręba                         |
| #41   | 2022/2      | cold IPA                               | Paweł Poręba                         |
| #42   | 2022/3      | gose                                   | Paweł Poręba                         |
| #43   | 2022/4      | porter bałtycki                        | Paweł Poręba                         |
| #44   | 2023/1      | bitter                                 | Kacper Myśliński                     |
| #45   | 2023/2      | micro IPA                              | Paweł Poręba                         |
| #46   | 2023/3      | foreign extra stout                    | Paweł Poręba                         |
| #47   | 2023/4      | porter bałtycki                        | (w ramach cyklu: Piwne style)        |
| #48   | 2024/1      | kellerbier                             | Paweł Poręba                         |
| #49   | 2024/2      | kentucky common                        | (w ramach cyklu: Piwne style)        |
| #50   | 2024/3      | piwo grodziskie                        | (w ramach cyklu: Piwne style)        |
| #51   | 2024/4      | barley wine                            | Dorota Chrapek                       |

## Redakcja
W skład redakcji czasopisma wchodzą:
- Artur Kamiński – redaktor naczelny[2]
- Mirosław Matusiak
- Piotr Andrzejczak
- Michał Zalewski
- Magdalena Bergmann

Współpracujący z redakcją:
- Magdalena Biesiadecka
- Filip Jaworski
- Piotr Kucharski
- Paweł Leszczyński
- Bartosz Łukasiewicz
- Paweł Masłowski
- Artur Napiórkowski
- Dawid Padół
- Paweł Poręba
- Dawid Siedlecki
- Sebastian Strzeliński
- Michał Świtalski

Dział reklamy:
- Iwona Lesiak

## Dystrybucja
Magazyn jest dostępny w 5 kanałach dystrybucji:
1. członkowie Polskiego Stowarzyszenia Piwowarów Domowych otrzymują czasopismo w ramach rocznej składki członkowskiej
2. członkowie Polskiego Stowarzyszenia Browarów Rzemieślniczych
3. prenumerata bezpośrednio od PSPD dla osób niezrzeszonych
4. piwowarskie i winiarskie sklepy specjalistyczne
5. sieć sklepów Empik (od 2019 roku)